# Société internationale de sauvetage du Léman
La Société Internationale de Sauvetage du Léman (SISL) est une société de sauvetage franco-suisse créée en 1885 et formée de bénévoles sur le lac Léman. Organisation à but non lucratif, elle est formée de 2 200 membres hommes et femmes bénévoles, dont plus de 40 % sont actifs. Son but de réunir les sauveteurs du Léman, et de créer une série de postes de sauvetage en vue de porter un rapide secours aux personnes et embarcations en péril. 
34 sections de la SISL réparties tout autour du lac Léman se partagent les 582 km² de superficie de ce plan d'eau. Composée par 26 sociétés suisses et 8 françaises, cette organisation internationale de sauveteurs assure aux navigateurs du lac Léman (environ 19 000 embarcations immatriculées) un service de secours 24 heures sur 24 et 365 jours par année. Son siège est à Clarens.
La partie historique et folklorique est représentée par la flotte des canots à rames de l'ensemble des sections de la SISL, au total 42 unités pour la plupart entièrement en bois. Une des salles du Musée du Léman de Nyon est consacrée à la SISL.

## Histoire
Des sociétés de sauvetages locales ont existé sur le Léman avant la fondation de la SISL. En 1863, une société de sauvetage est fondée par des habitants des communes de Vevey et de La Tour-de-Peilz. C'est la plus ancienne société de sauvetage connue sur le Léman. En 1874, elle se scinde en deux, chaque commune ayant alors sa propre société. A Genève, une société de sauvetage est créée en 1880. Elle est peu active jusqu'en 1885.
En 1885, la SISL est fondée  par le colonel suisse William Huber-Saladin, de Genève. La première réunion a lieu à Nyon, le 21 juin 1885. Il se base sur le modèle de la SCSN française (aujourd'hui SNSM). Le 6 septembre 1885, lors d'une seconde réunion à Thonon-les-Bains, la SISL se dote de statuts. Ces deux premières réunions, en Suisse et en France, marquent d'emblée le caractère transnational de cette association. Six sections locales sont créées dans la foulée : Genève, qui est la première section de la SISL à disposer d'une embarcation, Versoix, Nyon, Morges, Ouchy et Thonon-les-Bains.
Progressivement, le nombre de sections locales augmente. La SISL compte aujourd'hui 34 sections.

## Les 34 sections
Chacune des 34 sections de la SISL est une entité à part entière, jouissant d'une complète autonomie dans la gestion, l'entretien et l'acquisition de locaux, de bateaux ou d'équipements.
Elles se fixent elle-même leur propre budget et trouve chaque année l'argent nécessaire au bon fonctionnement de leurs activités. 
Quelques sections ont la chance de bénéficier d'un appui financier de leur commune, les sections françaises reçoivent une aide de la région, mais pour les autres la générosité de donateurs et le soutien de la population lors de fêtes, kermesses ou lotos restent leurs seules sources de revenus.
L'organisation des secours sur le lac étant une activité de bénévoles, la gestion des alarmes n'est pas suivie par un organisme permanent de surveillance et de commandement comme par exemple les CROSS pour les côtes maritimes françaises. Les sections assurent pendant la belle saison une permanence de garde durant les week-ends et sont atteignables sur le canal 16, mais le reste du temps, les alarmes sont transmises via la police ou les centrales d'alarmes régionales du côté suisse, via les pompiers du côté français, à la section la plus proche de l'intervention.
Celle-ci sitôt engagée, et en fonction de la difficulté de l'intervention demandera l'appui d'autres sociétés voisines, peut-être mieux équipées (bateaux supplémentaires, plus puissants, radars), ou l'engagement de spécialistes (plongeurs) pour mener à bien sa mission. En dernier ressort, l'appui d'un hélicoptère (REGA ou Sécurité civile) peut être également sollicité pour des recherches à plus grande échelle ou bien pour l'évacuation de blessés.
Les sauveteurs de la SISL s'exercent régulièrement avec les professionnels (ambulanciers, pompiers, policiers, etc.) suisses et français lors d'exercices grandeur nature. Ces exercices visent à améliorer les dispositifs de secours. La prévention fait aussi partie des activités principales des sauveteurs.
Chacune des sections est équipée avec, au minimum, un bateau, équipé de feux bleus (et de sirènes sur certains), et facilement reconnaissable sur le lac (jaune, rouge, blanc ou orange, portant l'inscription SAUVETAGE).
| Section              | Pays          | Canton/Département  | Indicatif radio      | Unités d'intervention  | Canots à rames          |
| -------------------- | ------------- | ------------------- | -------------------- | ---------------------- | ----------------------- |
| Genève               | Suisse        | Genève              | Lémano 10            | LÉMANO 210 / 310       | SERVIR                  |
| Bellevue-Genthod     | Suisse        | Genève              | Lémano 12            | LÉMANO 212 / 312       | BRITANNIA III           |
| Versoix              | Suisse        | Genève              | Lémano 13            | LÉMANO 213 / 313       | VERSOIX                 |
| Coppet               | Suisse        | Vaud                | Lémano 14            | LÉMANO 214             | MADAME DE STAËL         |
| Nyon                 | Suisse        | Vaud                | Lémano 15            | LÉMANO 215 / 315 / 415 | THETYS                  |
| Rolle                | Suisse        | Vaud                | Lémano 16            | LÉMANO 216 / 316 / 416 | GÉNÉRAL DE LA HARPE III |
| Saint-Prex           | Suisse        | Vaud                | Lémano 17            | LÉMANO 217             | BEAUFORT                |
| Morges               | Suisse        | Vaud                | Lémano 18            | LÉMANO 318 / 418       | JUSTE LAGIER            |
| Ouchy                | Suisse        | Vaud                | Lémano 19            | LÉMANO 219             | ÉTOILE DU LEMAN         |
| Pully                | Suisse        | Vaud                | Lémano 21            | LÉMANO 221             | QUI VIVE                |
| Lutry                | Suisse        | Vaud                | Lémano 23            | LÉMANO 223             | PRÉSIDENT WILSON        |
| Villette             | Suisse        | Vaud                | Lémano 24            | LÉMANO 224             | GÉNÉRAL GUISAN          |
| Cully                | Suisse        | Vaud                | Lémano 25            | LÉMANO 225             | DAVEL III               |
| Rivaz                | Suisse        | Vaud                | Lémano 26            | LÉMANO 226             | LE RAT                  |
| Saint-Saphorin       | Suisse        | Vaud                | Lémano 27            | LÉMANO 227             | VEDETTE II              |
| Vevey-Sentinelle     | Suisse        | Vaud                | Lémano 28            | LÉMANO 228             | SENTINELLE III          |
| Vevey-Véteran        | Suisse        | Vaud                | Lémano 29            | LÉMANO 229             | VÉTÉRAN IV              |
| La Tour-de-Peilz     | Suisse        | Vaud                | Lémano 30            | LÉMANO 230 / 330       | LE DOYEN                |
| Clarens              | Suisse        | Vaud                | Lémano 31            | LÉMANO 231 / 331       | MON DEVOIR              |
| Montreux             | Suisse        | Vaud                | Lémano 32            | LÉMANO 232             | VIGIE                   |
| Territet             | Suisse        | Vaud                | Lémano 34            | LÉMANO 234 / 334       | DAME DU LAC             |
| Villeneuve           | Suisse        | Vaud                | Lémano 35            | LÉMANO 235             | ILE DE PEILZ            |
| Bouveret             | Suisse        | Valais              | Lémano 36            | LÉMANO 236             | COLONEL HUBER II        |
| Saint-Gingolph       | Suisse/France | Valais/Haute-Savoie | Lémano 37            | LÉMANO 237             | ETOILE BLEUE            |
| Bret-Locum           | France        | Haute-Savoie        | Sauvetage Bret-Locum | UNITÉ BRET-LOCUM       | PERLE DU LAC            |
| Meillerie            | France        | Haute-Savoie        | Sauvetage Meillerie  | VEDETTE MAILLERIE      | VIGILANT II             |
| Lugrin               | France        | Haute-Savoie        | Sauvetage Lugrin     | UNITÉ LUGRIN           | LE MUTIN                |
| Evian                | France        | Haute-Savoie        | Sauvetage Evian      | VEDETTE EVIAN          | BRANCOVAN III           |
| Amphion              | France        | Haute-Savoie        | Sauvetage Amphion    | UNITÉ AMPPHION         | ANNA DE NOAILLES        |
| Thonon               | France        | Haute-Savoie        | Sauvetage Thonon     | VEDETTE THONON         | YOYE                    |
| Sciez                | France        | Haute-Savoie        | Sauvetage Sciez      | VEDETTE SCIEZ          | CROIX DE SAVOIE         |
| Yvoire               | France        | Haute-Savoie        | Sauvetage Yvoire     | VEDETTE YVOIRE         | TRAIT D'UNION           |
| Hermance             | Suisse        | Genève              | Lémano 47            | LÉMANO 247 / 347 / 447 | LA ROMANDE              |
| La Belotte-Bellerive | Suisse        | Genève              | Lémano 48            | LÉMANO 248 / 348 / 548 | MONIQUE                 |

## Les canots à rames
Jusque vers le milieu des années soixante, sitôt l'alerte donnée par des fusées d'alarme, les canots à rames de la SISL, armés par plusieurs rameurs bénévoles et volontaires remplissaient leur mission de sauvetage.
Aujourd'hui, à la suite de la motorisation des unités d'intervention, les canots à rame n'accomplissent plus de tâches de sauvetage.
Utilisés actuellement pour des courses sportives de rames (Fête Internationale, marathon, etc.), ils servent pour les jeunes comme école de travail en équipe et comme entraînement physique. Ils sont aussi un élément du patrimoine historique des sociétés de sauvetage.